# Axel Rückert
Axel Rückert (* 23. August 1946 in Berlin) ist ein deutscher Manager. Er war Vorstandsvorsitzender des Mobilfunkunternehmens „debitel“.

## Leben
Axel Rückert absolvierte sein Abitur am Französischen Gymnasium Berlin. Als Jugendlicher war er Leichtathlet. Nach dem Studium der Politikwissenschaft an der Freien Universität Berlin und der Universität zu Köln schrieb er seine Abschlussarbeit in Volkswirtschaft.
Seine berufliche Laufbahn begann er bei den „Klöckner-Werken“ in Duisburg und als Produktmanager bei „Henkel“ in Düsseldorf, danach übernahm er Führungspositionen in der Konsumelektronik-Sparte von „Philips“, beim französischen Computer-Hersteller „Bull“ und beim IT-Dienstleister „Getronics“. Anschließend war er zehn Jahre lang Berater bei „McKinsey“.
Bevor Rückert im Juli 2006 Vorstandsvorsitzender bei „debitel“ wurde, war er im selben Unternehmen Leiter der Niederlassungen in Frankreich und in den Niederlanden. Als Vorstandsvorsitzender war er speziell verantwortlich für die Stabsbereiche Unternehmensstrategie, Regulierung, Human Resources sowie die Unternehmenskommunikation. Auch die internationalen Unternehmensaktivitäten, das Netzbetreibermanagement sowie Einkauf und Logistik gehörten zu seinem Verantwortungsbereich. Am 1. Dezember 2007 wurde er von Oliver Steil abgelöst.
Rückert ist verheiratet und hat vier Kinder. Er ist Mitglied der französischen Ehrenlegion.
| Personendaten    | Personendaten     |
| ---------------- | ----------------- |
| NAME             | Rückert, Axel     |
| KURZBESCHREIBUNG | deutscher Manager |
| GEBURTSDATUM     | 23. August 1946   |
| GEBURTSORT       | Berlin            |